# Christian Bourgois
Christian Bourgois (Antibes, 21 de septiembre de 1933 - París, 20 de diciembre de 2007) fue un editor francés, fundador de la editorial del mismo nombre.
Luego de sus estudios, entre los años 1951 y 1954, en el Instituto de Estudios Políticos de París, entró a la Escuela Nacional de Administración, a la cual renunció en mayo de 1959 para trabajar en la editorial René Julliard. Cuando, en julio de 1962, murió Julliard, se hizo cargo de la dirección de la editorial, que fue rápidamente adquirida por Les Presses de la Cité. En 1966, en estrecha asociación con Dominique de Roux fundó su propia editorial, Christian Bourgois Editeur y, entre 1968 y 1992, dirigió la editorial 10/18.
En 1992, abandonó el grupo Les Presses de la Cité y se desempeñó como editor independiente. Desde 1995, Christian Bourgois es presidente del Instituto Memorias de la Edición Contemporánea (IMEC) situado en Caen.
Ha contribuido a hacer conocidos en Francia a numerosos autores extranjeros, como Gabriel García Márquez, Aleksandr Solzhenitsyn, J. R. R. Tolkien, William Burroughs, Jim Harrison, António Lobo Antunes, Antonio Tabucchi, Enrique Vila-Matas, Roberto Bolaño. En 1989, publicó Los versos satánicos de Salman Rushdie.